# Carantec
Carantec är en kommun i departementet Finistère i regionen Bretagne i västra Frankrike. Kommunen ligger i kantonen Taulé som tillhör arrondissementet Morlaix. År 2022 hade Carantec 3 261 invånare.

## Befolkningsutveckling
Antalet invånare i kommunen Carantec
Referens:INSEE